# Manantial de la Salud del arroyo de San Bernardino

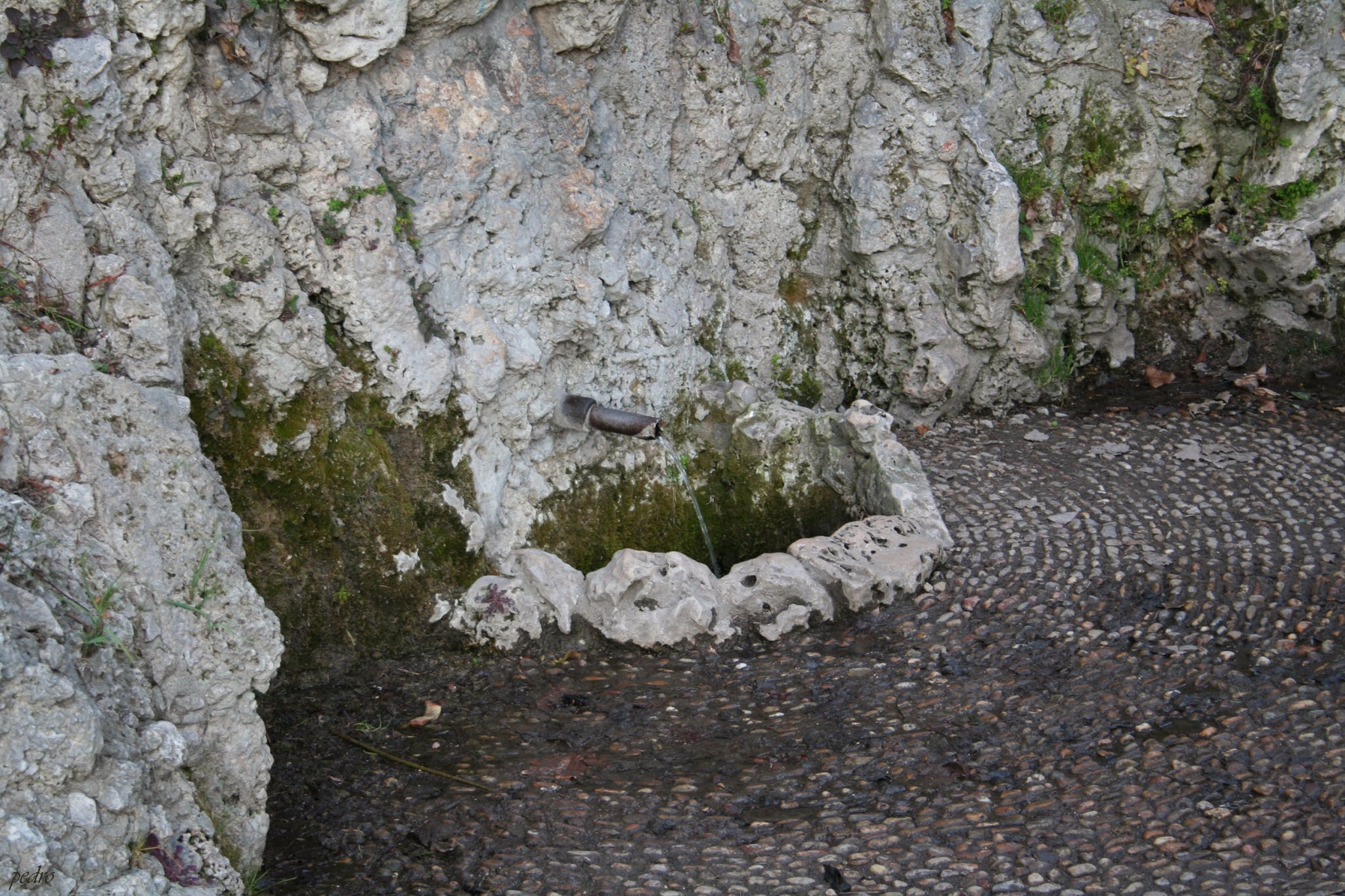
Caño en el manantial de la Salud.

El Manantial de la Salud del arroyo de San Bernardino y la Fuente de la Salud del Parque del Oeste son dos enclaves hídricos del Madrid histórico. Ambos se encuentran situados en el parque del Oeste, en un ameno soto cercano al Paseo de Moret, al pie del Cerro del Pimiento. 
El resultante arroyo de San Bernardino discurre de norte a sur paralelo al paseo de Ruperto Chapí, en busca del río Manzanares. El conjunto está asociado al «viaje» de la fuente de la Salud o de San Bernardino.

## Historia
En su origen, el manantial y el arroyo, parecen localizarse en un lugar indeterminado próximo al camino de San Bernardino. Así al menos queda reflejado como un huerto sin nombre en la esquina superior izquierda del plano de Teixeira en 1656.

### «El viage de San Bernardino»
Tomando como referencia los tratados de Ardemans y Aznar de Polanco, se deduce que el «viaje» de la fuente de la Salud o de San Bernardino fue trazado por el Maestro Fontanero, Domingo García. Según Teodoro de Ardemans, tenía su origen al pie del Cerro de los Pimientos, en el antiguo camino del Pardo (y Aznar especifica que «antes de llegar a las Batuecas, que llaman así mismo la Fuente de la Bacas, en el Retamar, que mira al Poniente, á la vista de la Fuente de las Damas»). El trazado de las minas y sus arcas cambijas discurría hacia el Madrid de los Austrias por el antiguo camino del Pardo, «junto a la tapia del Jardín de la Villa hasta la Casilla de las Guardas, en el camino hacia la ermita de San Antonio» y siguiendo luego hasta la ermita de Nuestra Señora del Puerto, paralelo al río Manzanares. En esa zona del entonces recién abierto Paseo de la Florida, surtía aguas para dos nuevas fuentes «de mármol negro traídas de Cataluña (que han tenido el costo de 180 doblones)... con un caño cada una... y pilón de piedra berroqueña en forma de cruz o crucero de iglesia». Completa Aznar su informe explicando que de los 30 reales (RA) originales, arrojaba por los dos caños aludidos 12 reales «de agua muy cristalina». Finalizaba su trazado en el campo de La Tela, más allá del Jardín Real.

### Conjunto ornamental del Parque del Oeste
Entre 1898 y 1901 el manantial y el arroyo quedaron integrados en las 84 hectáreas de superficie ondulada del Parque del Oeste, trazado y urbanizado por Cecilio Rodríguez, que en un prado próximo al manantial construyó una fuente ornamental semicircular.

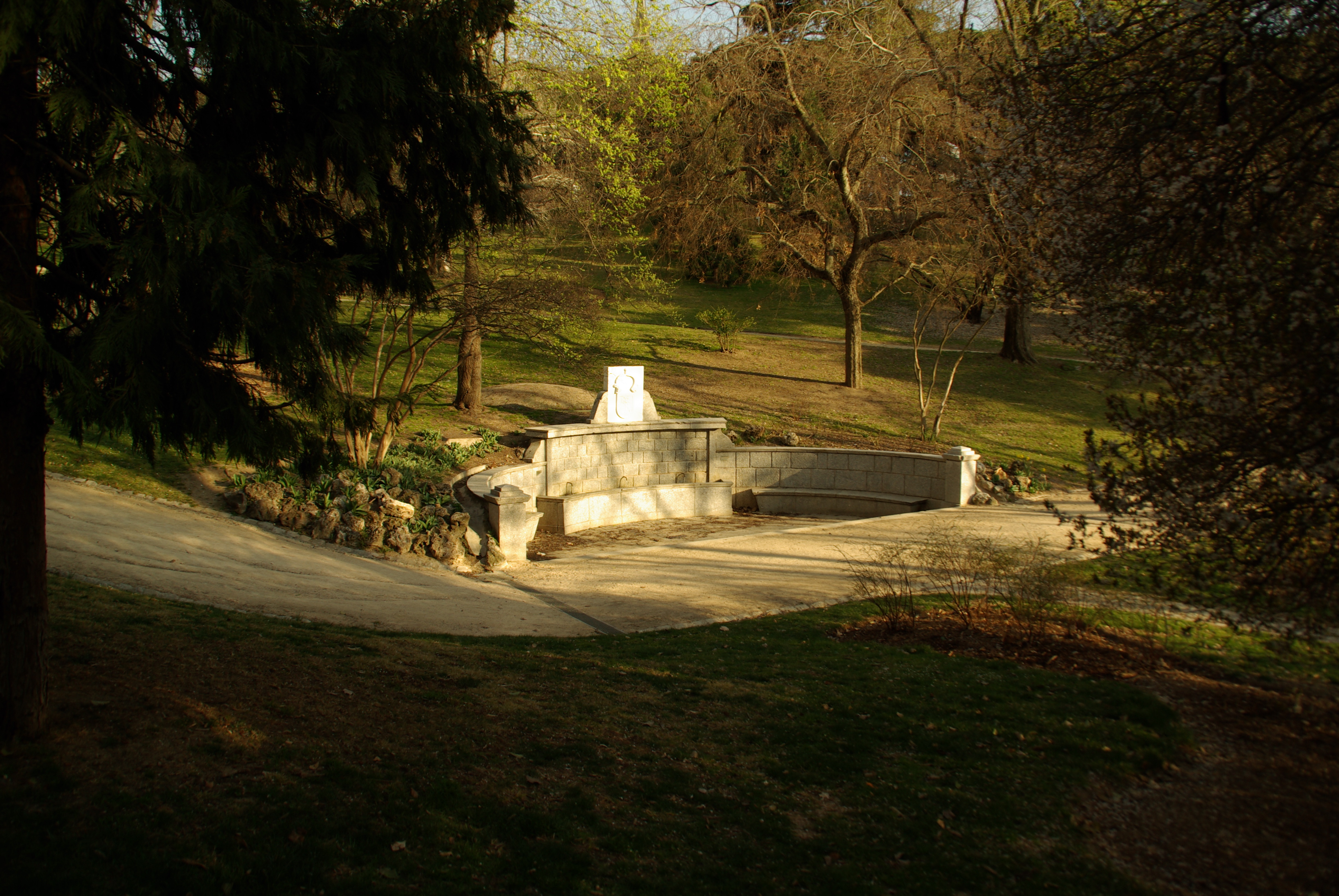
Fuente de la Salud
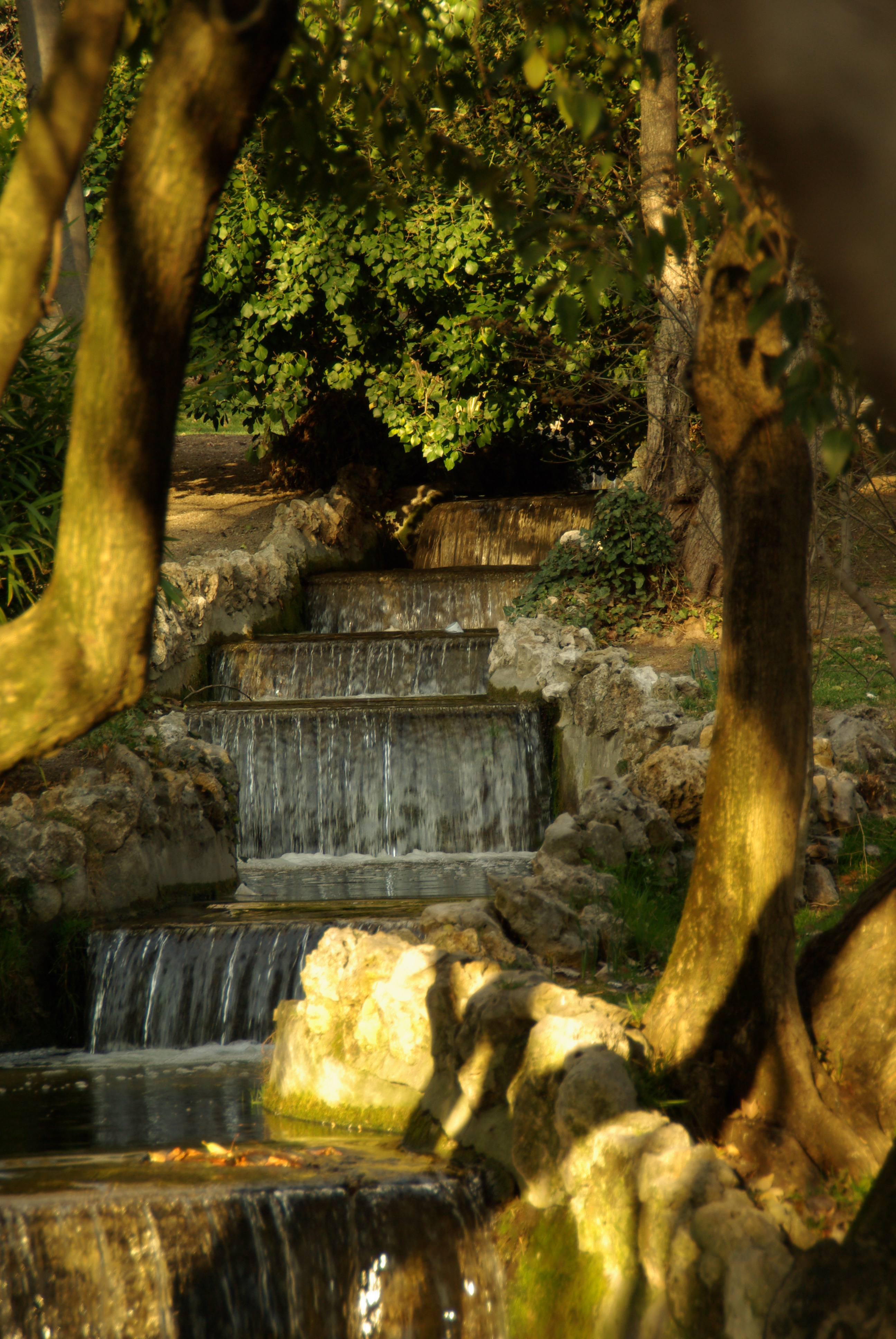
Arroyo de San Bernardino
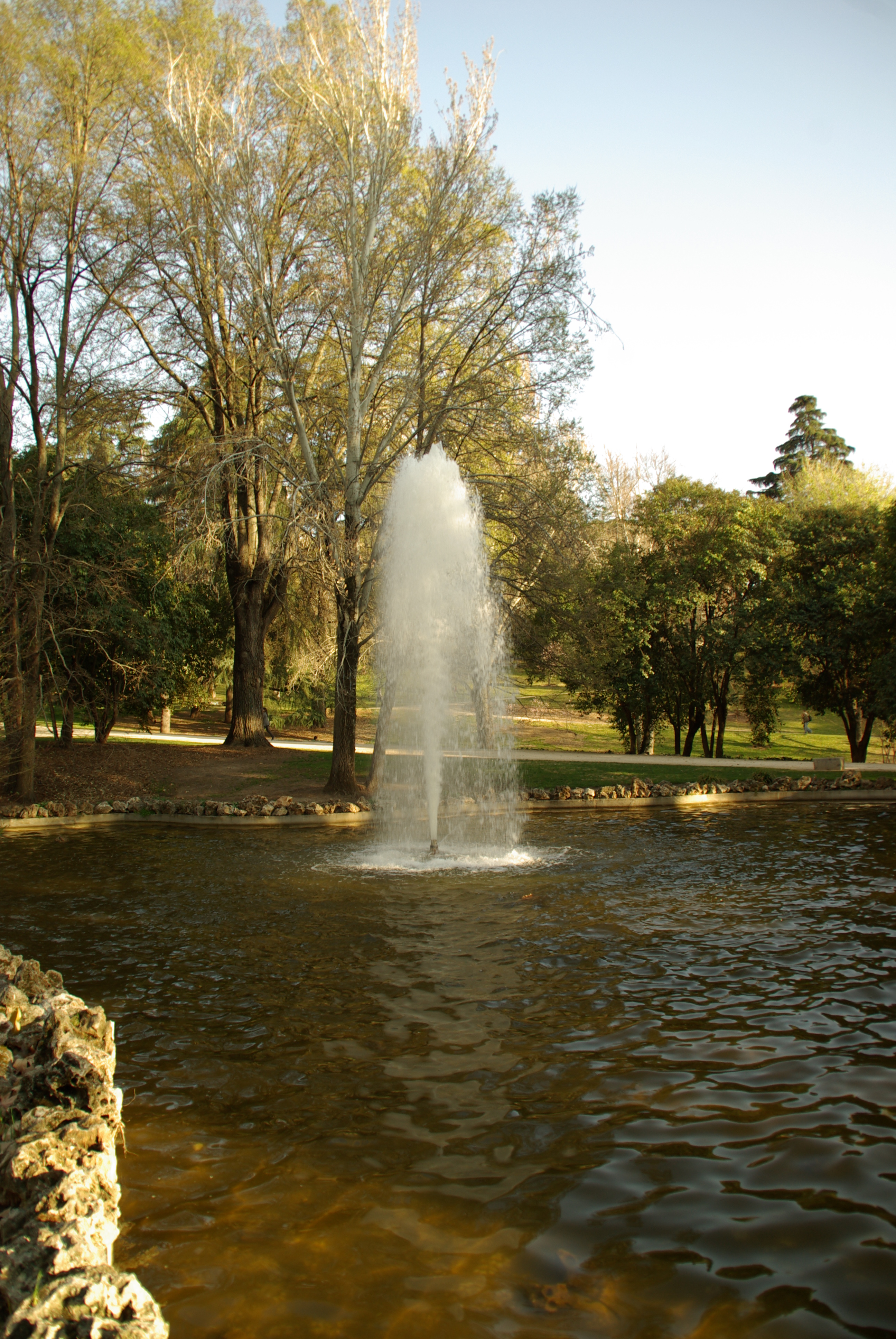
Estanque del arroyo encauzado